# Zamarada trifida
Zamarada trifida är en fjärilsart som beskrevs av Claude Herbulot 1983. Zamarada trifida ingår i släktet Zamarada och familjen mätare. Inga underarter finns listade i Catalogue of Life.